# Cầu Ông Lãnh

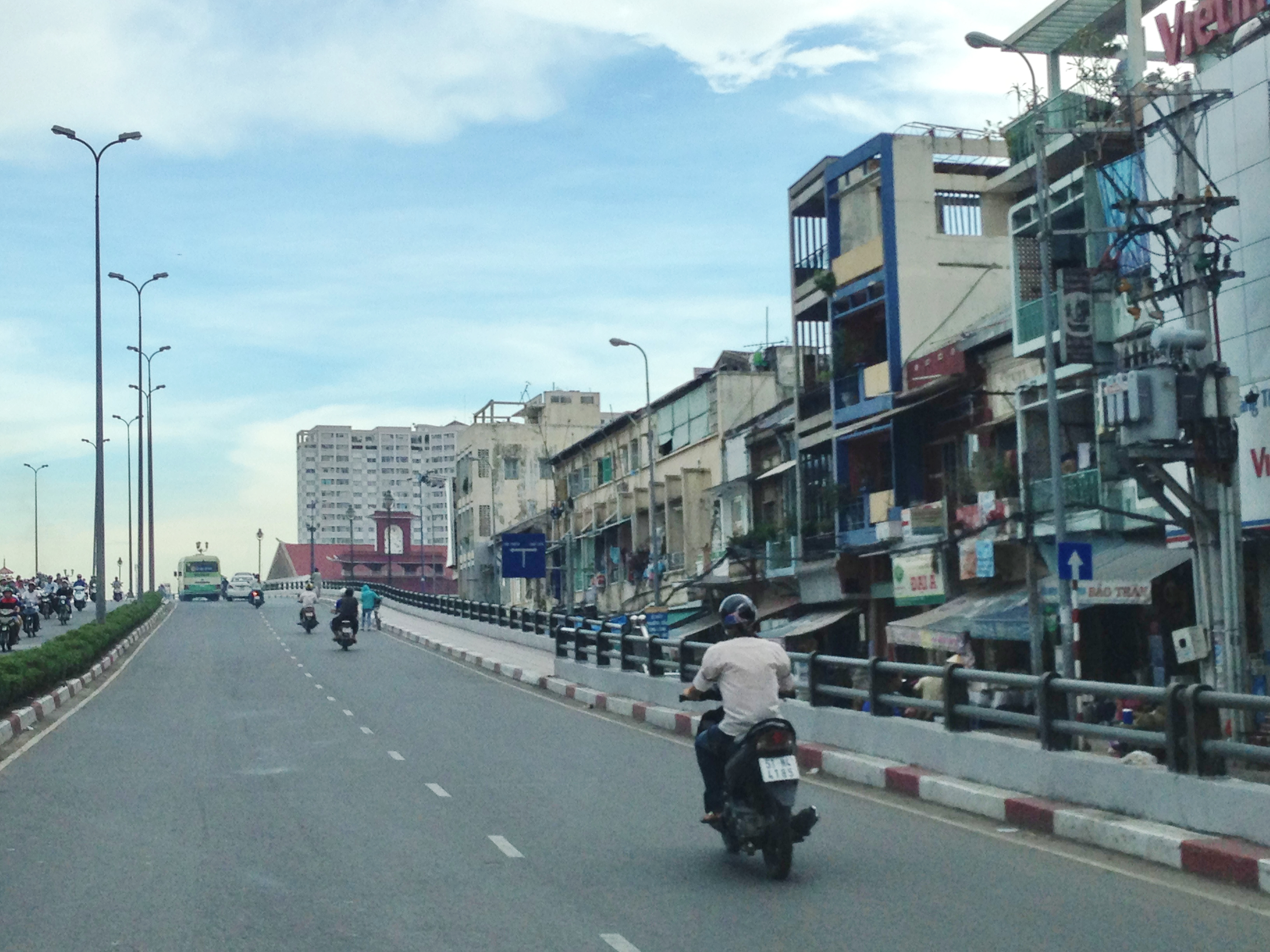
Cầu Ông Lãnh nhìn từ phía Quận 1

Cầu Ông Lãnh là một cây cầu bắc qua rạch Bến Nghé, nối Quận 1 và Quận 4 thuộc Thành phố Hồ Chí Minh. Cầu Ông Lãnh cũng là tên của một khu chợ từng nằm bên rạch Bến Nghé tại vị trí gần chân cầu và đồng thời là tên khu dân cư tại đây. Chợ Cầu Ông Lãnh là chợ đầu mối trái cây, thủy hải sản lớn nhất thành phố, đã tồn tại hơn một thế kỷ trước khi bị giải tỏa vào đầu thập niên 2000 khi chính quyền triển khai cải tạo rạch Bến Nghé và xây dựng đại lộ Võ Văn Kiệt.

## Lịch sử

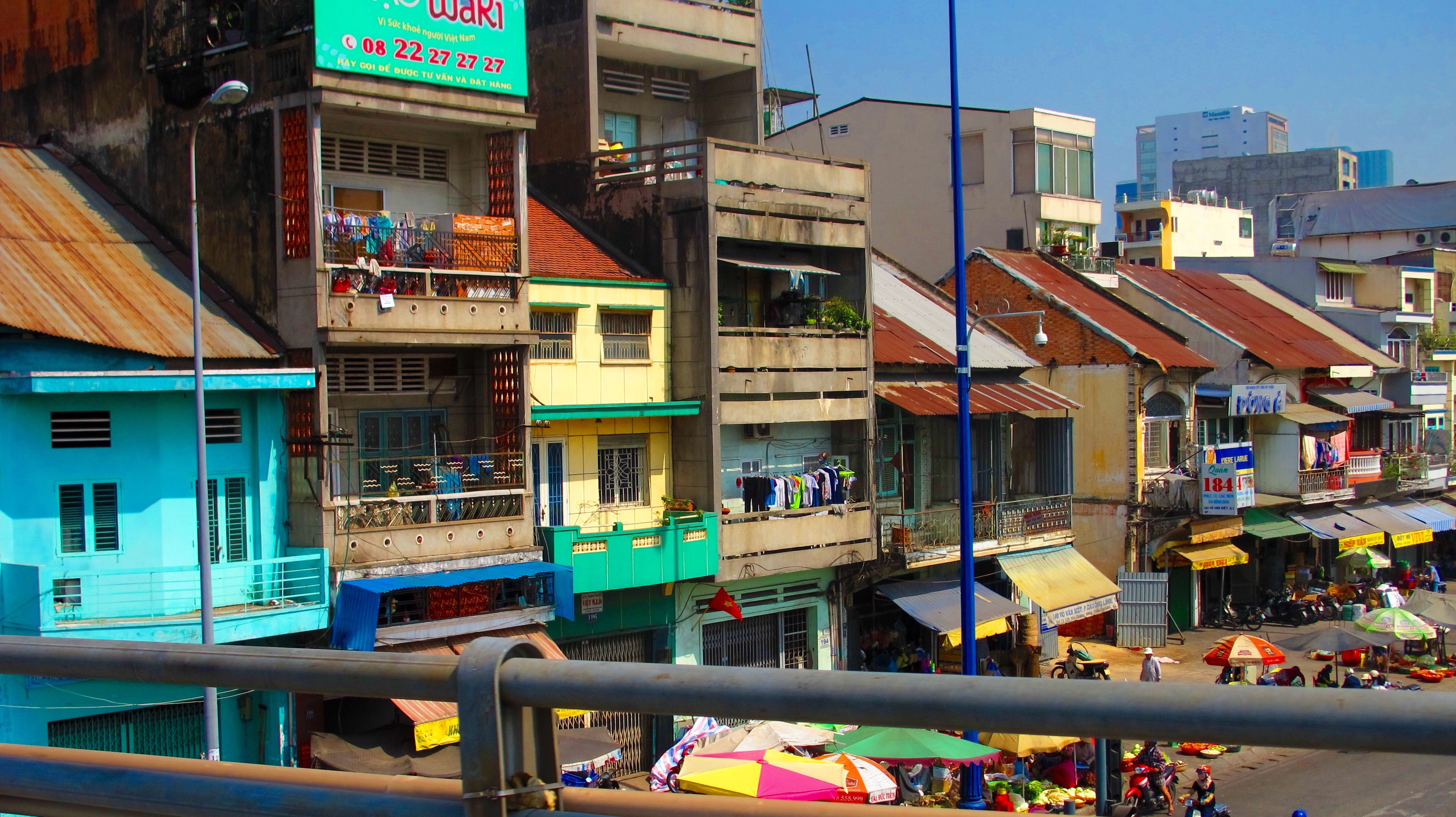
Khu nhà cạnh chợ Cầu Ông Lãnh trước đây, nay nằm trên đại lộ Võ Văn Kiệt

Hiện nay có hai giả thuyết khác nhau về nguồn gốc tên gọi Cầu Ông Lãnh. Theo học giả Trương Vĩnh Ký, ban đầu đây là cây cầu gỗ do ông lãnh binh ở gần đó cho xây dựng nên gọi như vậy, có người cho rằng ông lãnh binh được nhắc đến ở đây là lãnh binh Nguyễn Ngọc Thăng; tên cầu sau trở thành tên của cả một khu vực. Giả thuyết thứ hai cho rằng vì cầu nằm gần nhà ông lãnh sự Nguyễn Thành Ý nên mang tên này. Tuy nhiên ý kiến của Trương Vĩnh Ký được cho là thuyết phục hơn.
Cũng theo Trương Vĩnh Ký, cầu Ông Lãnh khi đó bắc qua con rạch dẫn vào lò mổ gia súc (còn gọi là rạch Cầu Ông Lãnh, nay là đoạn cuối của đường Nguyễn Thái Học) chứ không bắc qua rạch Bến Nghé như ngày nay. Gần cầu Ông Lãnh còn có một cây cầu khác là Cầu Muối, do tại đây trước kia có nhiều ghe biển chở muối đến đây buôn bán nên cầu có tên này. Lò mổ gia súc do người Pháp cho thành lập năm 1866 bên con rạch, về sau chính quyền cũng cho mở con đường từ ngã sáu chạy qua trước lò mổ rồi ra thẳng rạch Bến Nghé và đặt tên là Boulevard de l'Abattoir (đại lộ Lò mổ), năm 1917 lại đổi thành đại lộ Lord Kitchener. Khoảng đầu thế kỷ 20, do đô thị hóa nên các con rạch nhỏ bị lấp dần, hai cây cầu Ông Lãnh và cầu Muối cũng không còn, tuy nhiên đến thời điểm này vẫn chưa có cây cầu nào bắc qua rạch Bến Nghé được xây dựng, tại đây chỉ có bến đò Cầu Muối kết nối giao thông hai bờ. Đến năm 1930, cây cầu bắc qua rạch Bến Nghé nối dài đại lộ Lord Kitchener sang bờ nam mới được xây dựng và cầu này cũng được người dân gọi là cầu Ông Lãnh. Năm 1955, chính quyền Việt Nam Cộng hòa đổi tên đại lộ Lord Kitchener thành đại lộ Nguyễn Thái Học, tên gọi này giữ nguyên đến hiện tại.
| Địa danh Cầu Ông Lãnh cùng với lò mổ và con rạch trên bản đồ Sài Gòn năm 1878 | Chợ Cầu Ông Lãnh và lò mổ trên bản đồ Sài Gòn năm 1898. Lúc này đại lộ Lò mổ đã được mở nhưng đoạn cuối vẫn còn là rạch Cầu Ông Lãnh chưa bị lấp. | Đại lộ Lord Kitchener trên bản đồ Sài Gòn và Chợ Lớn năm 1923. Lúc này vẫn chưa có cây cầu nào bắc qua rạch Bến Nghé được xây dựng. | Cầu Ông Lãnh bắc qua rạch Bến Nghé trên bản đồ Sài Gòn năm 1946 |

Tháng 8 năm 1864, phó đô đốc de La Grandière ký quyết định lập một ngôi chợ trên khu đất nằm bên rạch Bến Nghé, ở phía đông cầu Ông Lãnh. Tuy nhiên theo nhà văn Sơn Nam, đến năm 1874 chợ Cầu Ông Lãnh mới xây cất xong. Nơi đây dần phát triển thành khu chợ đầu mối trái cây, thủy hải sản lớn nhất Sài Gòn lúc bấy giờ; hàng hóa được chuyên chở bằng đường sông và bằng xe tải. Năm 1947, sau khi lò mổ được di dời, khu vực này hình thành thêm chợ Cầu Muối chuyên kinh doanh, buôn bán rau cải từ Đà Lạt, Lâm Đồng. Đầu năm 1971, chợ Cầu Muối bị cháy lớn, chính quyền đã phải dùng đến trực thăng để chữa cháy. Tháng 4 năm 1999, tại chợ Cầu Ông Lãnh cũng xảy ra hỏa hoạn khiến toàn bộ khu nhà lồng chợ trái cây bị thiêu rụi. Cũng trong khoảng thời gian này, Thành phố Hồ Chí Minh đã có chủ trương di dời các chợ đầu mối ra ngoại thành.
Khoảng năm 2000, thành phố cho phá dỡ cây cầu xây dựng vào thời Pháp thuộc để xây cầu mới với độ tĩnh không cao hơn. Ngày 30 tháng 4 năm 2003, cầu Ông Lãnh mới được đưa vào sử dụng và đến tháng 10–tháng 11 cùng năm, hai chợ đầu mối nông sản thực phẩm Thủ Đức và Hóc Môn đi vào hoạt động, các tiểu thương chợ Cầu Ông Lãnh và chợ Cầu Muối đã di dời về đây. Riêng khu chợ cá phải chuyển về chợ tạm thủy hải sản Chánh Hưng (Bình Chánh), đến năm 2006 mới chuyển sang chợ đầu mối Bình Điền khi chợ này đi vào hoạt động.